# Tutsis
Pour l’article ayant un titre homophone, voir Tootsie.
Pour un article plus général, voir Population de l'Afrique des Grands Lacs.
Les Tutsis sont un groupe de population habitant la région des Grands Lacs africains. Ils furent victimes d'un génocide au Rwanda en 1994.
Constituant environ 15 à 20 % de la population au Rwanda et au Burundi, ils font comme les Hutus (Houtous) partie des populations Banyarwandas et Barundi. Tant les Tutsis que les Hutus parlent des langues bantoues : le Kinyarwanda au Rwanda et le Kirundi au Burundi.

## Ethnonymie
Selon les sources, de multiples dénominations sont observées : Bagogwe, Banyarwanda, Batusi, Batussi, Batuti, Batutsi, Buha, Mulenge, Ruanda, Rwanda, Toutsi, Tusi, Tussi, Tuti, Tuutsi, Wahuma, Wahima, Watousi, Watoussi, Watoutsi, Watusi, Watussi ou Watutsi. Le terme Tutsi dérive de ba-tudži (« peuple d'éleveurs » en bantou, en swahili ba'tutsi et en kinyarwanda watutsi) et désigne des éleveurs aristocrates est-africains, tandis que le mot apparenté watusi désigne leurs troupeaux de bovidés sacrés, symbole de prestige social.

## Colonisation
Initialement, Tutsis et Hutus parlaient les mêmes langues bantoues et pratiquaient les mêmes religions traditionnelles africaines avant d'être convertis au christianisme, mais une minorité des Tutsis se reconnaîtrait comme juive. Traditionnellement, durant des siècles, les Tutsis ont été des éleveurs de vaches à longues cornes de la race dite Watusi tandis que les Hutus étaient surtout des cultivateurs, ces sociétés d'agriculture imposait alors un ordre politique et un système économique de type féodal par des contrats matérialisé avec le prêt de vaches établissant ainsi entre eux une relation d'interdépendance hiérarchisée .
Avant la colonisation, les royaumes du Burundi et du Rwanda étaient basés sur des dynasties Tutsis.
Étant donné que les Tutsis détenaient le pouvoir politique par le biais de la royauté et le pouvoir financier (le bétail était la monnaie d'échange de plus haute valeur, servant notamment pour le troc et les dots), ils sont ainsi devenus les interlocuteurs privilégiés des colonisateurs allemands puis belges créant de facto une racialisation de la société.
Cependant, les colonisateurs européens, notamment les missionnaires Pères blancs, ont développé l'idée d'une origine hamitique des Tutsis, tandis que les Hutus seraient un peuple bantou. Cette théorie se base sur le fait que morphologiquement, à l'instar des Nilotiques et se distinguant des Hutus, les Tutsis sont souvent des personnes de haute taille, dépassant fréquemment les deux mètres chez les hommes, munies d'un nez fin, de lèvres minces et d'un haut front bombé vers l'arrière, celui-ci étant surtout marqué chez les femmes et les jeunes filles. Une légende raconte même que les Tutsis seraient les descendants d'Égyptiens antiques qui auraient remonté le Nil jusqu'à sa source, tendant à renforcer le caractère noble de l'ethnie tutsie vis-à-vis des Hutus.
Historiquement, un « Tutsi » est avant tout un éleveur de bétail. Selon Jean-Pierre Chrétien, les Tutsis ne sont pas un groupe ethnique mais une composante socioprofessionnelle traditionnelle de la société des Banyarwandas, à laquelle des structures politiques sont attachées. Ainsi, depuis le génocide rwandais, les ethnies Hutu / Tutsi, que beaucoup considèrent comme des étiquettes bancales attribuées par le colonisateur de façon arbitraire et montées en épingle, est aujourd'hui remis en cause même au Rwanda : les cartes d'identités rwandaises n'indiquent plus l'appartenance à l'ethnie Hutu ou Tutsi de chacun de ses citoyens. Cette interprétation est discutée. D'autres spécialistes tel Filip Reyntjens avancent que si le clivage ethnique entre hutus et tutsis a été exacerbé par la colonisation, il était au moins en partie préexistant[source insuffisante].

## Études génétiques

### Y-ADN (lignées paternelles)
Les études génétiques actuelles du chromosome Y suggèrent que les Tutsis, comme les Hutus, sont en grande partie d'extraction bantoue (80 % E1b1a, 15 % B, 4 % E3). Les influences génétiques paternelles associées à la corne de l'Afrique et de l'Afrique du Nord sont rares (1 % E1b1b), et sont attribuées aux premiers habitants qui ont été assimilés. Cependant, les Tutsis ont un peu plus de lignées paternelles nilo-sahariennes (14,9 % B) que les Hutus (4,3 % B).

### ADN autosomique (ascendance globale)

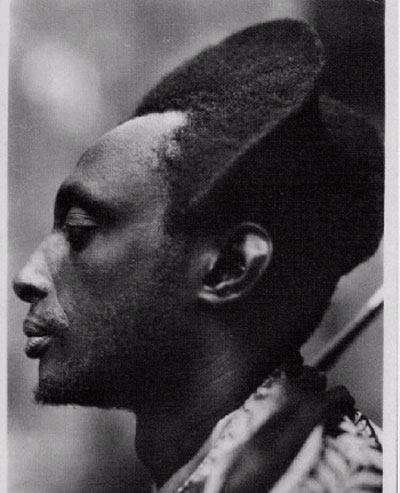
Éleveur Tutsi.

En général, les Tutsis semblent partager une parenté génétique étroite avec les populations bantoues voisines, en particulier les Hutus. Cependant, il est difficile de savoir si cette similitude est principalement due à de vastes échanges génétiques entre ces communautés par le biais des mariages ou si elle découle finalement d'origines communes.
Ainsi selon Joseph C. Miller, « [...] des générations de flux de gènes ont effacé toute distinction physique claire qui a pu exister entre ces deux peuples bantous - réputée pour être la hauteur, la corpulence et les traits du visage. Avec un spectre de variation physique entre les personnes, les autorités belges ont légalement imposé l'appartenance ethnique dans les années 1920, basée sur des critères économiques. Les divisions sociales formelles et distinctes se sont donc imposées au-dessus des distinctions biologiques ambiguës. Dans une certaine mesure, la perméabilité de ces catégories dans les décennies écoulées a aidé à réifier les distinctions biologiques, générant une élite plus grande et une sous-classe plus petite, mais avec peu de rapport avec les pools génétiques qui existaient il y a quelques siècles. Les catégories sociales sont donc réelles, mais il n'y a pas ou peu de différenciation génétique détectable entre Hutus et Tutsis ».

## Répartition par pays

### Au Rwanda
La monarchie rwandaise était issue, avant la colonisation, d'une partie de la composante Tutsi.
Les colonisateurs allemands et belges étaient convaincus de la supériorité des Tutsis, en qui ils voyaient des « nègres blancs » par la qualité des structures politiques qu'ils avaient mises en place. Les Belges renforcèrent la monarchie Tutsi au point de la rendre monolithique sur tout le Rwanda. Là où il y avait des rois (« roitelets ») Hutu, les Belges imposèrent des administrateurs coloniaux Tutsis. Les Tutsis voyaient dans cette suprématie reconnue un moyen de continuer leur domination monarchique sur le pays. Mais, quand ceux-ci commencèrent à revendiquer l'indépendance, les colonisateurs belges renversèrent leur alliance au profit des Hutus, au nom de la démocratie, déviant contre les Tutsis les revendications d'indépendance. Les Hutus au pouvoir, avec Grégoire Kayibanda comme président, le Rwanda devient une République. Certains membres de la monarchie, la plupart Tutsis avec plusieurs milliers de partisans du roi, prirent le chemin de l'exil vers les pays voisins. Ce sont les descendants de ces derniers qui ont chassé le régime Hutu de la deuxième république dirigée par Juvenal Habyarimana. Ce régime a été responsable du génocide des Tutsis au Rwanda, qui coûta la vie de près d'un million de victimes, essentiellement Tutsis, mais aussi des Hutus démocrates opposés à la dictature.
Depuis l'accession au pouvoir du Front patriotique rwandais (FPR) à l'issue du génocide en 1994, le pouvoir rwandais s'est attaché à détruire les fondements de cet ethnisme dans la société rwandaise. La constitution adoptée par référendum en 2003 a très clairement confirmé par la loi cet engagement. Mais sur le plan politique les forces de l'ancien régime et celles de l'opposition actuelle contestent cette volonté politique qu'ils considèrent comme une façade qui cacherait habilement une volonté de domination d'un groupe minoritaire.

### En République démocratique du Congo
(octobre 2016).
Améliorez-le ou discutez des points à vérifier. 
Des populations parlant le kinyarwanda sont présentes à l'est de la RDC dans les territoires du Nord et du Sud Kivu. Les limites actuelles du Rwanda correspondent au partage colonial des frontières et sont plus restreintes que celles de la véritable influence territoriale de la monarchie rwandaise avant la colonisation. Certaines de ces populations, les Banyamulenge, sont qualifiées de « Tutsis ».
Selon le site internet de l'Observatoire de l'Afrique Centrale, les Banyamulenge auraient quatre origines :
- un premier groupe originaire du Royaume du Rwanda ;
- un deuxième en provenance du Burundi ;
- un troisième de Tanzanie ;
- un quatrième composé d'esclaves issus de tribus locales (Bashi, Bafulero et Batetela) qui ont progressivement été incorporés comme membres à part entière[13].

Tous ne se reconnaissent donc pas comme Tutsis et attachent généralement moins d'importance à la signification politique de ce mot qu'on ne le fait au Rwanda ou au Burundi. Mais il n'en est pas de même des Congolais qui les environnent, lesquels voient en eux des alliés du Rwanda et donc des traîtres potentiels ou avérés.

### Discographie
- (en) Songs of the Watutsi (introduction et notes par Leo A. Verwilghen), Folkways records, 1952, 39 minutes.

### Filmographie
- Hôtel Rwanda, film historique sur le génocide des Tutsis en 1994. L'histoire du génocide des Tutsis du Rwanda, interprétée par Paul Rusesabagina, un hôtelier Hutu marié à une Tutsi, responsable du sauvetage de milliers de personnes.
- Inside the Hotel Rwanda: The Surprising True Story... and Why It Matters..., témoignages de survivants ayant trouvé refuge au sein de l'Hôtel des Mille Collines, exposant Paul Rusesabagina comme un profiteur et sympathisant du Hutu Power.
- Shooting Dogs, film britannique et allemand de Michael Caton-Jones en collaboration avec les survivants du massacre d'avril 1994. Où une école rwandaise fut le théâtre du massacre des tutsis par les Hutus.